# The Slackers
The Slackers és un grup estatunidenc de ska originari del barri novaiorquès de Brooklyn. La banda, formada el 1991, barreja diferents estils com l'ska, el rocksteady, el reggae, el soul i l'indie.

## Discografia

### Àlbums
| Any  | Àlbum                                      | Discogràfica     |
| ---- | ------------------------------------------ | ---------------- |
| 1996 | Better Late Than Never                     | Moon Ska         |
| 1997 | Red Light                                  | Hellcat          |
| 1998 | The Question                               | Hellcat          |
| 2001 | Wasted Days                                | Hellcat          |
| 2002 | The Slackers and Friends                   | Hellcat          |
| 2003 | Close My Eyes                              | Hellcat          |
| 2005 | An Afternoon in Dub                        | ????             |
| 2005 | Slackness (Col·laboració amb Chris Murray) | Ska in the World |
| 2006 | Peculiar                                   | Hellcat          |
| 2007 | The Boss Harmony Sessions                  | Special Potato   |
| 2008 | Self Medication                            | Hellcat          |
| 2009 | Lost & Found                               | Special Potato   |
| 2010 | The Great Rocksteady Swindle               | Hellcat          |

### Àlbums en directe
| Any  | Àlbum               | Discogràfica                                     |
| ---- | ------------------- | ------------------------------------------------ |
| 2000 | Live at Ernesto's   | Indication / Disk Union / Rockers Revolt/ Moanin |
| 2004 | Upsettin' Ernesto's | LAE                                              |
| 2005 | Slack in Japan      | Disk Union                                       |

### DVD
| Any  | Àlbum                                         | Editor  |
| ---- | --------------------------------------------- | ------- |
| 2005 | Give 'Em the Boot DVD (amb altres bandes)     | Epitaph |
| 2007 | The Slackers: A Documentary                   | Hellcat |
| 2009 | The Flamingo Cantina Series With The Slackers | Hellcat |

### Senzills
- 2-Face (1996)
- Minha Menina (2007)

### EP
- International War Criminal (2004)
- The Slackers/Pulley Split (2004)

### Cassets
- Do The Ska With The Slackers(1992)
- The Slackers (album)|The Slackers(1993)

### Recopilatoris
- Before There Were Slackers There Were...(1999)
- Big Tunes! Hits & Misses from 1996 to 2006 (2007)
- Lost & Found(2009)

### Recopilatoris (diversos artistes)
- Give 'Em the Boot (album)|Give 'Em the Boot
- Give 'Em the Boot II
- Give 'Em the Boot III
- Give 'Em the Boot IV
- Give 'Em the Boot V
- Give 'Em the Boot VI
- This Is Special Potatoe Vol. 1
- From New York to Luxembourg (Live @ the Kufa)
- New York Beat: Breaking and Entering Volume 2